# Michel Pablo
Michel Pablo (* 24. August 1911 in Alexandria; † 17. Februar 1996 in Athen), Pseudonym von Michalis N. Raptis (griechisch Μιχάλης Ν. Ράπτης), war ein  griechischer Trotzkist. Er war Minister in Algerien.

## Leben
Pablo wurde 1911 im ägyptischen Alexandria als Kind einer griechischen Familie geboren und studierte in Thessaloniki Philosophie und Physik.
1944 wurde er zum Leiter des Europäischen Büros der trotzkistischen Vierten Internationale ernannt. Am Ende des Zweiten Weltkriegs bildeten er und der Belgier Ernest Mandel die zentrale Leitung der Vierten Internationale. Pablo und Mandel versuchten in den darauffolgenden Jahren  Rolle darin, die Vierte Internationale für die Ansicht zu gewinnen, dass die osteuropäischen Staaten, die während des Zweiten Weltkriegs durch die sowjetische Armee erobert wurden, deformierte Arbeiterstaaten wären. Jeder, der dieser Überzeugung widersprach, wurde aus der Vierten Internationale ausgeschlossen.
Pablo schlug ab 1951 eine neue Strategie für die Vierte Internationale vor. Er argumentierte, dass ein Dritter Weltkrieg einen neuen Ausbruch der Revolution (wie nach dem Ersten Weltkrieg) bedeuten würde und dass die trotzkistische Minderheit sich den stalinistischen Massenparteien und den sozialdemokratischen Parteien anschließen müsse (Theorie der Kriegsrevolution).
1953 erklärten die amerikanischen, britischen und Teile der französischen Trotzkisten ihre Opposition zu diesem Kurs, der fortan als Pablismus bekannt wurde, und verließen die Vierte Internationale, um das „Internationale Komitee der Vierten Internationale“ (IKVI) zu gründen. Nach der Spaltung nannte sich die Mehrheitsfraktion unter Pablo das „Internationale Sekretariat der Vierten Internationalen“ (ISVI).
In den 1960er-Jahren war Pablo der Meinung, dass revolutionäre Perspektiven am besten in der so genannten Dritten Welt zu verwirklichen seien. Aus diesem Grund war er im algerischen nationalen Befreiungskampf gegen Frankreich involviert, wofür man ihn dort zu einer Haftstrafe verurteilte. Eine Kampagne unter Führung von Jean-Paul Sartre führte 1961 zu seiner Freilassung. Nach der algerischen Unabhängigkeit wurde Pablo Minister der FLN-Regierung.
Ab 1963 gab es Bemühungen zu einer Wiedervereinigung des Internationalen Sekretariats und des Internationalen Komitees, im selben Jahr wurde das Vereinigte Sekretariat der Vierten Internationale gebildet. Pablo wurde 1964 Leiter des Afrikanischen Büros, lehnte aber die Vereinigung ab und wurde ausgeschlossen. Er gründete die „Revolutionäre Marxistische Richtung“ und die „Internationale Marxistische Richtung“ mit Hauptsitz in Frankreich. Die Organisation konnte zahlenmäßig nicht mit großen trotzkistischen Gruppen konkurrieren.

## Schriften (Auswahl)
- La guerre qui vient. Capitalisme ou socialisme. Quatrième internationale, Paris 1952.
  - englisch: Capitalism or Socialism. The Coming World Showdown. New Park Publications, London 1952.
- Dictature du prolétariat, démocratie, socialisme, à la lumière des expériences depuis Octobre 1917. Problèmes économiques et politiques des régimes de transition vers le socialisme. Sofrim, Paris 1958.
- Le dossier de l’autogestion en Algérie. Anthropos, Paris 1967.
- La autogestion en la lucha por el socialismo. Beitrag auf dem Soziologiekongress in Santiago de Chile im August 1972 (spanisch).
  - Self-Management in the Struggle for Socialism (= Spokesman Pamphlet. Band 37). The Russell Press, Nottingham 1973.
- Quel socialisme au Chili? Étatisme ou autogestion. Dossier de la participation des travailleurs au processus révolutionnaire du pays. Anthropos, Paris 1973.
  - englisch: Revolution and Counter-Revolution in Chile. A Dossier on Workers’ Participation in the Revolutionary Process. Allison & Busby, London 1974, ISBN 0-85031-136-5 (übersetzt von John Simmonds).
- Фолклорот на Јановенските села во Костурско Folklorot na Janovenskite sela vo Kostursko. Institut za folklor, Skopje 1977 (mazedonisch).
- Socialism, Democracy and Self-Management. Political Essays. St. Martin’s Press, New York 1980, ISBN 0-312-73653-3 (übersetzt von Marie-Jo Serrié und Richard Sissons).